# Gładczyn Szlachecki
Gładczyn Szlachecki – wieś w Polsce położona w województwie mazowieckim, w powiecie pułtuskim, w gminie Zatory. Ma status sołectwa.
W skład sołectwa Gładczyn Szlachecki wchodzi także wieś Malwinowo.
W latach 1975–1998 miejscowość administracyjnie należała do województwa ostrołęckiego.